# Septentriopora denisenkoae
Septentriopora denisenkoae är en mossdjursart som beskrevs av Kuklinski och Taylor 2006. Septentriopora denisenkoae ingår i släktet Septentriopora och familjen Calloporidae. Inga underarter finns listade i Catalogue of Life.